# Scarlet Begonias
Pour les articles homonymes, voir Scarlet.

Scarlet Begonias est une chanson du Grateful Dead. Les paroles sont de Robert Hunter, et la musique du guitariste Jerry Garcia.  La chanson apparaît en  1974 sur le disque Grateful Dead from the Mars Hotel. Elle a été interprétée pour la première fois en public le 23 mars 1974 au Cow Palace de Daly City, en Californie.
Scarlet Begonias sera souvent enchainé en concert avec Fire on the Mountain. Cet enchainement sera nommé « Scarlet-Fire ». La version de « Scarlet-Fire » joué par les Grateful Dead lors d'un concert au Long Beach Arena  le 13 décembre 1980 est considéré par  beaucoup de fans du groupe comme la  meilleure. D'autres préfèrent les  versions plus dures et plus rapides exécutées par le groupe à la fin des années 80 et du début des années 90 comme celle joué à Hamilton (Ontario), le 22 mars 1990.
Certaines versions ont été accompagnées par Donna Godchaux donnant plus de douceur à l'interprétation.

## Reprises
La chanson a été souvent reprise par une variété d'artistes.
- Sublime dans leurs albums "40 Oz. to Freedom"
- Phish
- Jimmy Buffett  dans l'album License to Chill
- Bruce Hornsby en concert
- The Melodians groupe jamaïcain de reggae